# And Through it All - Live 1997-2006
And Through it All - Live 1997-2006 è un doppio DVD del 2006 che contiene le migliori performance dal vivo di Robbie Williams dal 1997 al 2006.

## Tracce

### DVD 1
1. She's The One
2. Strong
3. No Regrets
4. Ego A Go Go
  - Slane Castle, Irlanda (1999)
5. Millennium
6. Karma Killer
7. Kids
8. Rock DJ
  - Manchester Evening News Arena (2000)
9. Rock DJ
10. Supreme
11. Angels
12. No Regrets
13. Let Me Entertain You
  - RheinEnergieStadion Colonia (2001)
14. Come Undone
15. Feel
16. Angels
17. Kids
  - Knebworth House (2003)
18. Radio
19. Tripping
20. Sin Sin Sin
21. Advertising Space
22. Let Me Entertain You
23. Rudebox
  - Roundhay Park Leeds (2006)

### DVD 2
1. Ego a Go Go
2. Teenage Millionaire
3. Clean
4. South of the Border
5. Old Before I Die
6. Angels
  - Kentish Town Forum, Londra, 1998
7. Come Undone
8. Me and My Monkey
9. No Regrets
10. Feel
11. Phoenix From the Flames
  - Abbey Road Studios, Londra, 2003
12. A Place to Crash
13. Tripping
14. Make Me Pure
15. Sin Sin Sin
16. No Regrets
17. Advertising Space
  - Velodrom, Berlino, 2005
18. Life Thru a Lens
19. Old Before I Die
  - Élysée Montmartre, Parigi, 1997
20. Medley From "The Full Monty" 
  - Con Tom Jones, Brit Awards 1998
21. Angels
  - Glastonbury Festival, 1998
22. Millennium
  - David Letterman Show, New York, 1999
23. It's Only Us
  - Apocalypse Tube, 1999
24. Kids
  - Con Kylie Minogue a Top of the Pops, 2000
25. Better Man
  - Later... with Jools Holland, 2000
26. Angels
  - Live 8, Londra, 2005
27. Advertising Space
  - Otro Rollo, Città del Messico, 2005
28. White Christmas
  - Ant & Dec's Saturday Night Takeaway, Londra, 2005